# فرودگاه مونو
فرودگاه مونو (به انگلیسی: Mono Airport) یک فرودگاه با کد یاتا MNY است . این فرودگاه در کشور جزایر سلیمان قرار دارد .

## شرکت‌های هواپیمایی و مقصدهای پروازی
| شرکت‌های هواپیمایی | مقصدهای پروازی |
| ----------------- | -------------- |
| Solomon Airlines  | بالالا         |